# Porphyrinia epigramma
Porphyrinia epigramma är en fjärilsart som beskrevs av Otto Staudinger 1889. Porphyrinia epigramma ingår i släktet Porphyrinia och familjen nattflyn. Inga underarter finns listade i Catalogue of Life.